# Кожинка
Кожинка — деревня в Чернском районе Тульской области России.
В рамках административно-территориального устройства относится к Ержинской сельской администрации Чернского района, в рамках организации местного самоуправления входит в Липицкое сельское поселение.

## География
Расположена в 99 км к юго-западу от областного центра и в 9 км к юго-востоку от райцентра, пгт Чернь.

## Население
| 2002 | 2010 |
| ---- | ---- |
| 329  | ↘299 |

Население — 299 чел. (2010).